# Le Mesnil-Amelot
Le Mesnil-Amelot ist eine französische Gemeinde mit 992 Einwohnern (Stand: 1. Januar 2022) im Département Seine-et-Marne in der Region Île-de-France. Sie gehört zum Arrondissement Meaux und zum Kanton Mitry-Mory (bis 2015: Kanton Dammartin-en-Goële).
Die Einwohner werden Mesnilois genannt.

## Geographie
Le Mesnil-Amelot liegt etwa 25 Kilometer nordöstlich von Paris.
Der östliche Teil des Flughafens Paris-Charles-de-Gaulle liegt im Gemeindegebiet.

### Nachbargemeinden
Umgeben ist Le Mesnil-Amelot von den Gemeinden Mauregard im Norden und Westen, Moussy-le-Vieux im Nordosten, Villeneuve-sous-Dammartin im Osten und Nordosten, Thieux im Osten, Compans im Südosten, Mitry-Mory im Süden sowie Tremblay-en-France im Westen und Südwesten.

## Bevölkerungsentwicklung
| Jahr      | 1962 | 1968 | 1975 | 1982 | 1990 | 1999 | 2006 | 2013 |
| --------- | ---- | ---- | ---- | ---- | ---- | ---- | ---- | ---- |
| Einwohner | 572  | 559  | 1458 | 823  | 705  | 565  | 682  | 844  |

## Sehenswürdigkeiten
- Kirche Saint-Martin, zwischen 1520 und 1550 erbaut, seit 1911 Monument historique

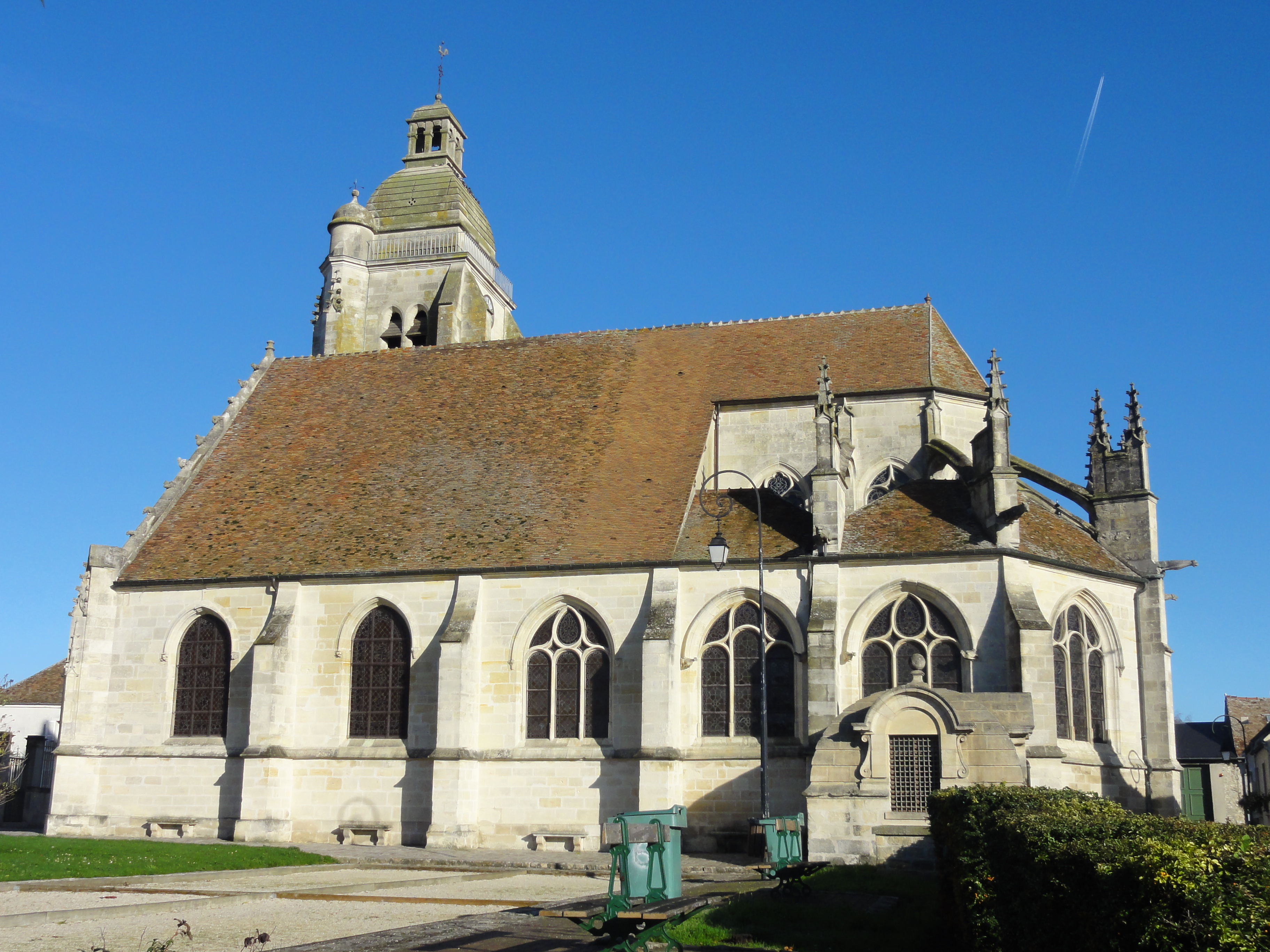
Kirche Saint-Martin